# Bưởi Năm Roi

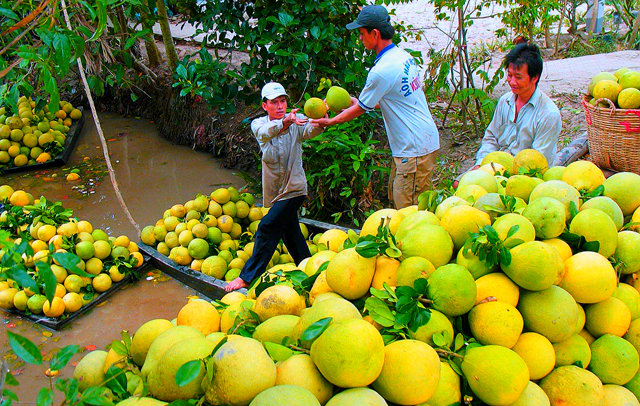
Thu hoạch bưởi Năm Roi tại huyện Kế Sách, tỉnh Sóc Trăng.

Bưởi Năm Roi hay năm roi là một giống bưởi nổi tiếng ở Việt Nam, được trồng nhiều ở một số tỉnh đồng bằng sông Cửu Long, nhất là Hậu Giang và Vĩnh Long. Mỗi năm, giống bưởi này cho thu hoạch 2 lần vào tháng 8 và tháng Chạp âm lịch hàng năm.

## Tên gọi
Loại bưởi này có tên gọi không thống nhất. Các tài liệu được xuất bản cùng với báo chí có cách dùng khác nhau. Các tên được dùng là Năm Roi, năm roi, Năm roi, 5 roi. Xuất phát từ giai thoại của ông Trần Văn Bưởi thì tên bưởi là năm roi, chỉ việc ông sẽ đánh ai hái bưởi của ông với số lượng roi ông sẽ đánh. Viện cây ăn quả miền Nam lúc dùng tên viết hoa lúc dùng tên viết thường. Một số tài liệu sử dụng tất cả kiểu viết khác biệt: Năm Roi, năm roi, 5 roi. Năm 2013, Cục sở hữu trí tuệ thuộc Bộ Khoa học và Công nghệ khi xác nhận bảo hộ chỉ dẫn địa lý đã ghi tên viết hoa loại trái cây này là bưởi Năm Roi.